# Brandeston
Brandeston – wieś w Anglii, w hrabstwie Suffolk. Leży 17 km na północny wschód od miasta Ipswich i 123 km na północny wschód od Londynu.